# Abdel Rahim Mrad
Pour les articles homonymes, voir Rahim.
Abdel Rahim Mrad (né en 1942) est un homme politique libanais.
Connu pour ses positions prosyriennes, il est nommé député sunnite de Rachaya Bekaa Ouest en 1991 et est réélu lors des législatives organisées en 1992, 1996 et 2000.
Il est nommé ministre de l’Instruction professionnelle et technique au sein du gouvernement de Rafiq Hariri de 1995 à 1996, puis ministre de l’Education toujours sous Hariri entre 2000 et 2003 et ministre d’État sans portefeuille de 2003 à 2004.
Avec la démission de Hariri, il est promu ministre de la Défense dans le gouvernement de Omar Karamé en octobre 2004, pour le récompenser de ses positions prosyriennes.
À la suite de la crise politique après l’assassinat de Rafiq Hariri et la Révolution du cèdre, les partis prosyriens tentent de l’imposer comme Premier ministre en avril 2005, mais il perd ces nominations contre Najib Mikati, un prosyrien plus modéré qui a reçu le soutien de l’opposition.
Il échoue aux élections législatives de 2005 où il réalise un score extrêmement faible face aux candidats du Courant du Futur. Il effectue son retour au parlement libanais en tant que député de la Békaa ouest - Rachaya à la faveur de sa victoire aux élections de 2018.